# Pacific Gas and Electric (groupe)
Pour les articles homonymes, voir Pacific Gas and Electric.
Pacific Gas and Electric est un groupe américain de rock 'n' roll, originaire de Los Angeles, en Californie. Il est plus connu pour sa chanson Are You Ready? sortie en 1970.

## Biographie
L’histoire du groupe débute en 1967 à Los Angeles. Tom Marshall, guitariste autodidacte, rencontre Brent Block, un bassiste, à une fête organisée par l’ancien professeur d’art de ce dernier. Ils forment ensuite le groupe Pacific Gas and Electric Gas Band. C’est l’un des premiers groupes multiraciaux à être actifs sur la scène musicale de Los Angeles. L’un des premiers membres du groupe est Charlie Allen (1er mai 1942–7 mai 1990), un batteur originaire de San Francisco dont les performances vocales sont telles qu’il passe de la batterie au chant ; c’est l’ancien batteur de Canned Heat, Frank Cook, qui le remplace aux percussions alors qu’il avait signé au départ pour être manager.
En 1968, le nom du groupe est raccourci et devient Pacific Gas and Electric. Les membres sont Allen, Cook, Marshall, Block et le guitariste Glenn Schwarz (qui joue aussi dans les groupes James Gang et All Saved Freak Band). Ils sortent leur premier album cette année-là, Get It On, sur le label Power (il sortira plus tard sur Bright Orange, Kent et United Superior). Bien qu’il n’atteigne que la 159e dans le classement des ventes, quelqu’un de chez Columbia Records l’écoute et le groupe signe chez eux après leur apparition au Miami Pop Festival de décembre 1968.
Leur album suivant, le premier chez Columbia, est simplement intitulé Pacific Gas and Electric,. Il sort en 1969. Cependant, c’est leur travail suivant, Are You Ready?, qui les fait connaître du grand public. La chanson Are You Ready? atteint la 14e place à l’été 1970 ; ce sont les Blackberries qui font les chœurs.
Après un grave accident de voiture, Cook est remplacé à la batterie par Ron Woods mais reste en tant que manager. Schwartz annonce sa conversion au christianisme pendant un concert et rejoint les All Saved Freak Band. Marshall quitte également le groupe. Ils sont remplacés par Frank Petricca à la basse et Ken Utterback à la guitare tandis que Brent Block passe à guitare soliste. Ils partent en tournée puis enregistrent PG&E en 1971 (sans Block qui a quitté le groupe fin 1970). À cette occasion, ils embauchent Jerry Aiello aux claviers, Stanley Abernathy à la trompette, Alfred Galagos et Virgil Gonsalves au saxophone ainsi que le percussionniste Joe LaLa. À la demande de l’entreprise du même nom, Pacific Gas and Electric, le groupe devient PG&E.
Le groupe joue un nombre incalculable de concerts aux côtés de grands groupes de l’époque. Lors de l’une de leurs prestations, le producteur de films Lawrence Schiller filme un documentaire : The Lexington Experience. Des désaccords à propos des droits relatifs à la musique l’empêchent cependant d’être largement diffusé. Ils apparaissent dans le film d’Otto Preminger Tell Me That You Love Me, Junie Moon (avec Liza Minnelli). Leur chanson Staggolee fait partie de la bande originale du film Boulevard de la mort de Quentin Tarantino.
Après 1972, la composition du groupe est instable et l’ensemble ressemble plus à un projet solo d’Allen. En 1973, Starring Charlie Allen sort sur le label Dunhill. Allen embauche simplement des musiciens de studio. Charlie Allen est mort le 7 mai 1990, à 48 ans.

## Discographie
- 1968 : Get It On (Power Records, puis Kent, Bright Orange et United Superior)
- 1969 : Pacific Gas and Electric (Columbia)
- 1970 : Are You Ready? (Columbia)
- 1971 : PG&E (Columbia)
- 1973 : Starring Charlie Allen (Dunhill)
- 1973 : The Best Of (Columbia)
- 2007 : Live 'N' Kicking at Lexington (Wounded Bird Records ; concert d'août 1970)